# Vil·la romana de Can Cortada
La Vil·la romana de Can Cortada es troba als voltants de la masia homònima, al barri d'Horta de Barcelona.

## Història  i descripció
El juliol del 1987, arran de les obres de l'enllaç de la Ronda de Dalt amb el túnel de la Rovira (avinguda de l'Estatut), es van descobrir les restes d'una vil·la romana al capdamunt del carrer de Campoamor, en terres que havien pertangut a Can Cortada. Donat el caràcter d'urgència de l'excavació, només es va poder treballar a la part afectada per les obres (una extensió de més de 2.000 m²).
L'anàlisi de les restes indica que no es va construir tota de cop, sinó que es va anar remodelant i ampliant al llarg del temps, entre mitjans del segle i dC i a finals del vi dC. La distribució de les habitacions era regular, seguint un traçat ortogonal. Únicament a la zona sud va aparèixer una habitació de forma absidial poc pronunciada. Els fonaments eren fets amb dues tècniques constructives diferents: de pedra seca, d'una banda, i amb lligament de morter de calç, de l'altra. Els paviments eren majoritàriament de terra piconada sobre preparació de pedres i ceràmica, havent també algun cas d'opus signinum.
S'hi van trobar 18 sitges per a emmagatzemar gra, excavades tant a la roca com alsol argilós, i amb la peculiaritat que moltes d'elles eren dobles i geminades. També s'hi trobaren dipòsits i el que semblà una gran cisterna. Aparegueren també sis esquelets infantils, enterrats dins àmfores sota els paviments de les estances. També s'hi trobaren restes de la part residencial:  un nombre considerable de tessel·les (per bé que no mosaics in situ) i un parell de restes escultòriques, que reflecteixen un cert luxe i monumentalitat.
Un cop fets els treballs arqueològics, es van continuar les obres de l'avinguda.
El juliol del 2007, unes obres del clavegueram a la cruïlla dels carrers de Rembrandt i Salses van fer aflorar una pedra de dimensions importants a 50 cm sota terra. El Servei d'Arqueologia de Barcelona hi va documentar diversos objectes que pertanyien a la vil·la romana: una premsa de pedra (d'oli o de vi) de 2,50 x 1,50 z 0,60 m.